# O Seixo (Mugardos)
O Seixo es un lugar de la parroquia de Franza, situado en el municipio de Mugardos, comarca de Ferrol, en la provincia de La Coruña.

## Demografía
| Gráfica de evolución demográfica de O Seixo entre 2000 y 2023         |
|                                                                       |
| Datos según el nomenclátor publicado por el INE a 1 de enero de 2023. |